# Àcid linolelaídic
L'àcid linolelaídic és un àcid gras poliinsaturat trans omega-6, isòmer cis-trans de l'àcid linoleic. Es troba en olis vegetals parcialment hidrogenats. És un líquid viscós blanc (o incolor).
Els ácids grassos trans es classifiquen com a conjugats i no conjugats, que corresponen respectivament als elements estructurals −CH=CH−CH=CH− i −CH=CH−CH2−CH=CH−. Els ácids grassos trans no conjugats estan representats per l'àcid elaídic i l'àcid linolelaídic. La seva presència està relacionada amb malalties del cor. L'àcid vaccènic, que és d'origen animal, presenta menys risc per a la salut.